# Omissão da Nova Zelândia nos mapas

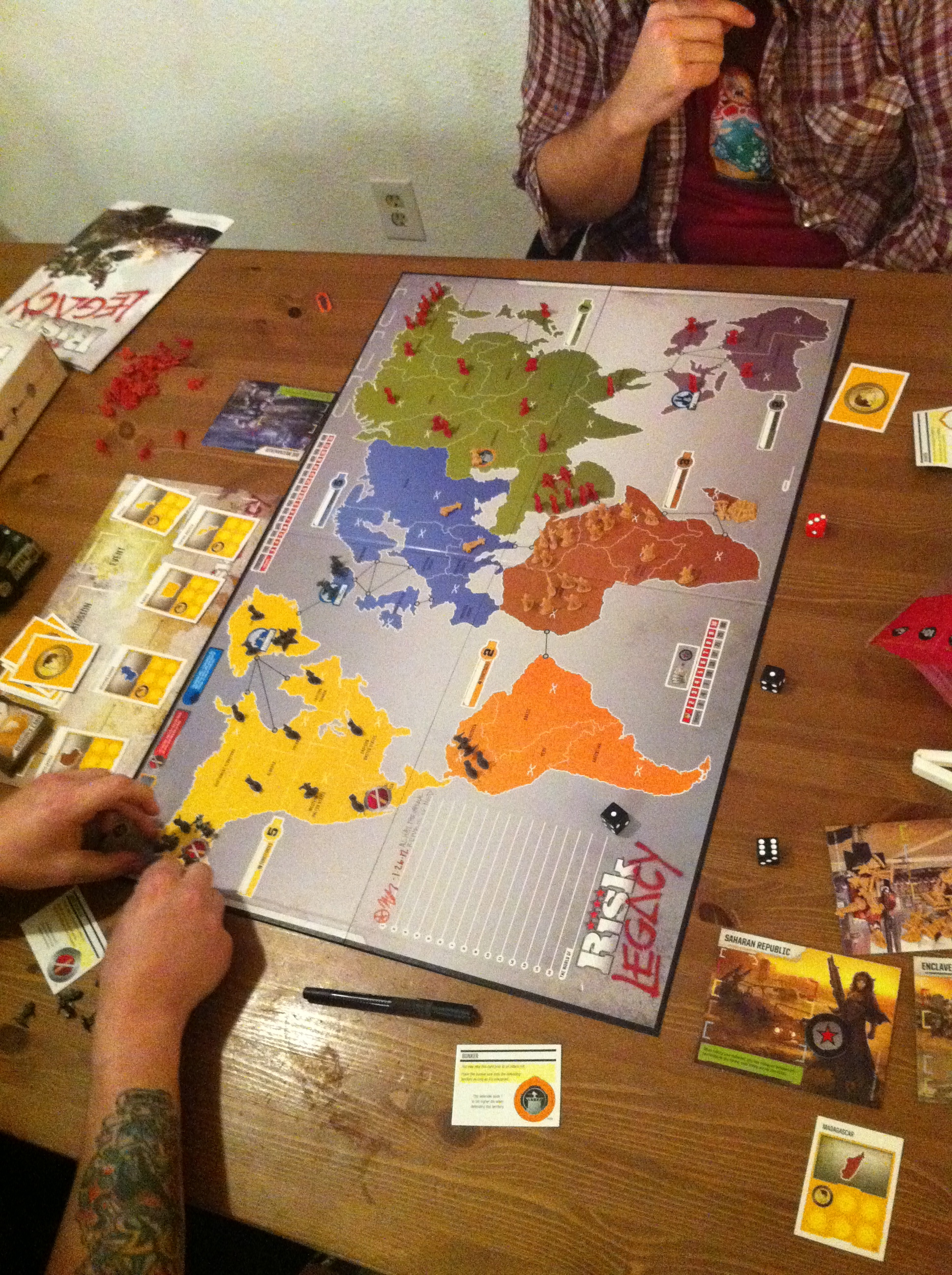
Mapa do popular jogo de tabuleiro Risk (edição Legacy), que não inclui a Nova Zelândia

A Nova Zelândia tem sido frequentemente omitida dos mapas do mundo, o que chamou a atenção dos neozelandeses. Considera-se que isso se deve ao uso generalizado da projeção de Mercator e à prática comum de mapeamento de colocar a Europa no centro, o que deixa a Nova Zelândia no canto inferior direito dos mapas, às vezes fazendo com que ela passe despercebida pelos cartógrafos, seja facilmente removida por um corte acidental ou simplesmente não adicionada por conveniência, ignorância ou preguiça.
A Nova Zelândia foi excluída dos mapas do Museu Nacional de História Natural em Washington, DC, nos Estados Unidos, nas lojas IKEA, no mapa dos jogos de tabuleiro Pandemic e Risk, no mapa da Cúpula de Segurança Nuclear de 2014, na qual participou o primeiro-ministro da Nova Zelândia, John Key, em um selo de mapa-múndi no Escritório das Nações Unidas em Genebra, na Suíça, no jornal Daily Mail, no boletim informativo Defense One 'Government Executive, na revista Forbes, na plataforma de mídia digital Mashable, no Aeroporto Internacional de Sunan na Coreia do Norte e no logotipo da Terraplanismo. Também foi excluída dos mapas que promoviam a Copa do Mundo de Rugby de 2015, embora a Nova Zelândia fosse campeã mundial na época.
Essa ocorrência recorrente se tornou um meme para os neozelandeses. Há uma comunidade no Tumblr intitulada World Maps Without New Zealand e uma comunidade no Reddit, ou subreddit, conhecida como r/MapsWithoutNZ, ambas focadas nessa questão, com 10.000 e 30.000 membros, respectivamente, em 2017. Em 2019, um usuário no r/MapsWithoutNZ notou que um mapa, "BJÖRKSTA world map", à venda por US$ 30 em uma loja IKEA em Washington, DC, não retratava a Nova Zelândia. Posteriormente, a IKEA se desculpou e removeu o produto de suas lojas. No Reddit, também existem comunidades semelhantes sobre a omissão da Flevolândia nos Países Baixos, do Havaí nos Estados Unidos e da Tasmânia na Austrália nos mapas-múndi.
O Governo da Nova Zelândia reconheceu este fenómeno, apresentando um mapa-múndi no qual o país foi deliberadamente não incluído na página de erro 404 do seu site oficial; a página afirmou que "algo está a faltar". Em 2018, foi publicado um vídeo de campanha turística no qual a então Primeira-Ministra Jacinda Ardern e o ator e comediante neozelandês Rhys Darby discutiram por que razão a Nova Zelândia estava a ser deixada fora dos mapas-múndi. No vídeo, Darby disse, a brincar, que era o resultado de uma conspiração contra a Nova Zelândia. O vídeo promoveu a hashtag #getnzonthemap.